# Nimo Boulhan Houssein
Nimo Boulhan Houssein ist eine dschibutische Politikerin. Sie war mehrfach Ministerin und ist zugleich Abgeordnete.

## Leben
Nimo Boulhan Houssein ist Lehrerin und war nationale Bildungsinspektorin.
Nimo Boulhan Houssein ist in der Nationalversammlung und sie ist die dschibutische Ministerin für die Förderung von Frauen, Familienfürsorge und Soziales sowie Minister für nationale Bildung von Dschibuti (ministre djiboutienne de la promotion de la femme du bien-être familial et des affaires sociales) und Bildungsministerin.